# Пелеши (Ленинградская область)
Пелеши — деревня в Гостицком сельском поселении Сланцевского района Ленинградской области.

## История
Деревня Пелеши упоминается на картах Санкт-Петербургской губернии 1792 года А. М. Вильбрехта и Ф. Ф. Шуберта 1834 года.

ПЕЛЕШИ — деревня принадлежит майору Александру Харламову, число жителей по ревизии: 21 м. п., 28 ж. п. (1838 год)

Деревня Пелеши отмечена на карте профессора С. С. Куторги 1852 года.

ПЕЛЕШИ — деревня господ Мармылевой, Александрова и Харламовых, по просёлочной дороге, число дворов — 10, число душ — 40 м. п. (1856 год)

ПЕЛЕШИ — деревня владельческая при ручье безымянном, число дворов — 13, число жителей: 49 м. п., 54 ж. п.; Часовня православная. (1862 год)

В XIX — начале XX века деревня административно относилась к Выскатской волости 1-го земского участка 1-го стана Гдовского уезда Санкт-Петербургской губернии.
Согласно Памятной книжке Санкт-Петербургской губернии 1905 года, деревня состояла из трёх частей: Пелеши 1-е, Пелеши 2-е, Пелеши 3-е и входила в Пелешское сельское общество.

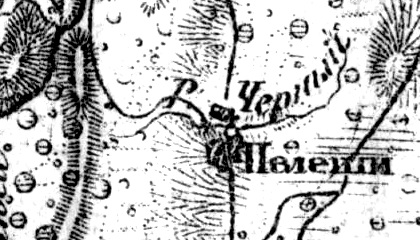
Деревня Пелеши на карте 1919 года

Согласно карте Петроградской и Эстляндской губерний 1919 года, ручей протекающий через деревню назывался Чёрный.
С 1917 по 1927 год деревня входила в состав Пелешского сельсовета Выскатской волости Гдовского уезда.
С 1927 года, в составе Рудненского района.
По данным 1933 года деревня Пелеши являлась административным центром Пелешского сельсовета Рудненского района, в который входили 8 населённых пунктов, деревни: Березняк, Гостицы, Демешкин Перевоз, Засека, Пелеши, Подпорожек, Тухтово, Уткино, общей численностью населения 797 человек. С августа 1933 года, в составе Гдовского района.
По данным 1936 года административным центром Пелешского сельсовета являлась деревня Пелеша, в состав сельсовета входили 4 населённых пункта, 188 хозяйств и 4 колхоза.
С января 1940 года, в составе Сланцевского района.
С 1 августа 1941 года по 31 января 1944 года, германская оккупация.
С 1963 года, в составе Кингисеппского района.
По состоянию на 1 августа 1965 года деревня Пелеши являлась административным центром Пелешского сельсовета Кингисеппского района. С ноября 1965 года, вновь в составе Сланцевского района. В 1965 году население деревни составляло 199 человек.
По данным 1973 года деревня Пелеши являлась административным центром Пелешского сельсовета Сланцевского района.
По данным 1990 года деревня Пелеши входила в состав Гостицкого сельсовета.
В 1997 году в деревне Пелеши Гостицкой волости проживали 49 человек, в 2002 году — 58 человек (русские — 88 %).
В 2007 году в деревне Пелеши Гостицкого СП проживали 64, в 2010 году — 62, в 2012 году — 74, в 2013 году — 71 человек.

## География
Деревня расположена в юго-западной части района на автодороге 41К-801 (Пелеши — Березняк) в месте примыкания её к автодороге 41К-188 (Гостицы — Большая Пустомержа).
Расстояние до административного центра поселения — 4 км.
Расстояние до ближайшей железнодорожной платформы Гостицы — 3 км.
Деревня находится на левом берегу реки Плюсса.

## Демография
| 1862 | 2007 | 2010 | 2017 |
| ---- | ---- | ---- | ---- |
| 103  | ↘64  | ↘62  | ↘21  |